# Санбенедик (Алба)
Санбенедик (рум. Sânbenedic) насеље је у Румунији у округу Алба у општини Фарау. Oпштина се налази на надморској висини од 362 m.

## Становништво
Према подацима из 2002. године у насељу је живело 356 становника.

### Попис2002.
| Расподела становништва по националности 2002.‍ | Расподела становништва по националности 2002.‍ | Расподела становништва по националности 2002.‍ | Расподела становништва по националности 2002.‍ | Расподела становништва по националности 2002.‍ |
| --------------------------------------------- | --------------------------------------------- | --------------------------------------------- | --------------------------------------------- | --------------------------------------------- |
|                                               |                                               |                                               |                                               |                                               |
| Румуни                                        | Румуни                                        |                                               | 243                                           | 68,3%                                         |
| Мађари                                        | Мађари                                        |                                               | 98                                            | 27,5%                                         |
| Роми                                          | Роми                                          |                                               | 15                                            | 4,2%                                          |